# Paranthura kobensis
Paranthura kobensis är en kräftdjursart som beskrevs av Nunomura 1975. Paranthura kobensis ingår i släktet Paranthura och familjen Paranthuridae. Inga underarter finns listade i Catalogue of Life.